# NGC 2551
NGC 2551 (również PGC 23608 lub UGC 4362) – galaktyka spiralna (Sa), znajdująca się w gwiazdozbiorze Żyrafy. Odkrył ją Ernst Wilhelm Leberecht Tempel 9 sierpnia 1882 roku.
W galaktyce tej zaobserwowano supernową SN 2003hr.